# فرزین (خواننده)
علی کبیر تکمیلی‌نژاد (۱ فروردین ۱۳۳۱ – ۱۲ شهریور ۱۳۷۸) که با نام هنری فرزین شناخته می‌شد، خوانندهٔ پاپ اهل ایران بود. او پس از انقلاب مدتی ساکن لس آنجلس شد و سپس به شهر بن مهاجرت کرد. مهرداد آسمانی، خواهرزادهٔ وی می‌باشد.

## زندگی‌نامه
علی‌کبیر تکمیلی‌نژاد در ۱ فروردین ۱۳۳۱ در محلهٔ بیسیم نجف‌آباد تهران متولد شد. او در سن پانزده سالگی، به موسیقی علاقمند شد و این علاقمندی موجب شد به کسب مقام اول منطقه در مسابقات فرهنگی مدارس تهران برسد. وی با بانویی فرهیخته و تحصیل‌کرده که هفت سال از او بزرگتر بود، ازدواج کرد و مدتی بعد، اولین فرزندش به‌نام «آرش» به‌دنیا آمد. وی در اواسط دههٔ ۵۰، خوانندگی را با نام هنری «فرزین» آغاز کرد.

### آغاز فعالیت حرفه‌ای
اولین آهنگ اجراشدهٔ فرزین، «مهمان» نام داشت که ساختهٔ بیژن قادری بود. از آثار معروف او در پیش از انقلاب، می‌توان به ترانهٔ «دم بگیرین» ساختهٔ حسن شماعی‌زاده اشاره کرد که مورد اقبال عمومی قرار گرفت و استقبال از آن به‌حدی بود که پس از انقلاب، این ترانه به خاندان پهلوی نسبت داده می‌شد.
وی به‌دلیل پوشش و هیبتی که داشت، «دمیس روسس» ایران لقب گرفت. فرزین در کاباره‌هایی چون میامی و ساتی‌نیک با عارف عارف‌کیا همکاری داشت که آن‌جا پاتوق مشترک دوستداران عارف و فرزین بود.

### گرایش به فوتبال
فرزین پیش از خوانندگی، به فوتبال علاقهٔ فراوانی داشت. وی عضو تیم جوانان صنعت نفت بود و علاقهٔ فراوانش به تیم پرسپولیس، موجب عضویت وی در باشگاه جوانان پرسپولیس به‌مدت هشت سال شد. او در این میان، ترانه‌ای به همین نام با حضور بازیکنان آن دورهٔ تیم اجرا کرد که اثر جهانبخش پازوکی بود.
فرزین پس از انقلاب هم به تیم هنرمندان لس آنجلس پیوست و جزو اصلی‌ترین بازیکنان این تیم شد.

### دستگیری و مهاجرت
با وقوع انقلاب، فرزین نیز مانند دیگر هنرمندان مورد ماخذه و بازجویی عوامل جمهوری اسلامی قرار گرفت و شایعاتی درمورد فعالیتش به‌عنوان شکنجه‌گر ساواک، به دستگیری و بازداشت وی در زندان اوین انجامید. به‌طوری که وی تحت فشار جسمی و روانی بسیاری قرار گرفت. پس از آزادی نیز هرگز زندگی وی به حالت سابق بازنگشت. اولین آلبوم فرزین به‌نام «برگ زرد» که مشترک با هنرمندانی چون اردلان سرفراز، شهیار قنبری و جهانبخش پازوکی بود، در پاییز ۱۳۵۸ منتشر شد که حال و هوای سیاسی آن دوران را شرح می‌داد.
وی پس از انقلاب، به اجراهای مختصری در مراسمات گوناگون پرداخت و پس از گذشت پنج سال، در اواخر سال ۱۳۶۲ ابتدا عازم ترکیه شد. سپس برای اخذ ویزای آلمان، مقیم دبی شد و پس از آن به آلمان رفت و در نهایت به ایالات متحده مهاجرت کرد. وی که تنها راه برای اخذ اقامت آمریکا را در ازدواج با جمیله رقصندهٔ مشهور می‌دید، اجباراً به دوری از خانواده‌اش که مقیم آلمان بودند تن داد. این وصلت موجب جدایی از همسر اول، حضور جمیله در نماهنگ‌های او و نتیجتاً اخراج از آمریکا به‌علت افشای حضور غیرقانونی‌اش در این کشور شد. فرزین پس از طی این ماجراها، در اوایل دههٔ هفتاد دوباره به آلمان بازگشت و به اجرای برنامه‌های مشترکی با دوست قدیمی‌اش فریدون فرخزاد پرداخت.

### آثار شاخص
وی آلبوم «گریه نکن» را با همکاری زوج جهانبخش پازوکی و ناصر چشم‌آذر در سال ۱۳۶۳ منتشر کرد که شامل ترانه‌های ماندگاری چون «گریه نکن» و «باور نکردی» بود. از دیگر آثار موفق وی در خارج از کشور می‌توان به «معشوقه»، «عشق من»، «زینو»، «اگه سوختیم»، «شکست» و ... اشاره کرد. از او چندین آلبوم شامل بازخوانی آهنگ‌های داریوش که به‌صورت کنسرت ارائه گردیده، برجای مانده است. از آهنگسازانی که در کار او تأثیر بسیاری داشت، جهانبخش پازوکی بود که تعداد زیادی آهنگ و ترانهٔ ماندگار برای او ساخته است.
فرزین همیشه برای هنرمندان و همکاران خود احترام قائل بود و معتقد بود که باید به همهٔ خواننده‌ها امکان داده شود تا بتوانند در عالم هنر، هنرنمایی کنند. همچنین وی کمک‌های فراوانی به پویا خوانندهٔ ایرانی کرد تا بتواند خوانندگی حرفه‌ای را آغاز کند و در آن به موفقیت برسد.

## درگذشت
فرزین در دوازدهم شهریور ۱۳۷۸، در منزل خود در آلمان به‌علت سکتهٔ قلبی در ۴۷ سالگی درگذشت و پیکرش در شهر کلن به خاک سپرده‌شد. از او دو فرزند با نام‌های آرش و آتیه به‌جای مانده که آرش داماد علی پروین، بازیکن اسبق تیم ملی فوتبال است.
مهرداد آسمانی، موسیقی‌دان، که خواهرزاده فرزین است، به‌یاد او آهنگ «دم بگیرین» را بازخوانی کرده است.

## آلبوم‌های استودیویی

### پس چرا من نرقصم / خداحافظ (۱۹۷۶/۱۳۵۵)
- آلبوم گردآوری شده از آثار پیش از انقلاب فرزین (بازنشر در سال ۱۳۷۸)

| نام ترانه       | ترانه‌سرا       | آهنگساز        | تنظیم‌کننده    | سال انتشار |
| --------------- | -------------- | -------------- | ------------- | ---------- |
| پس چرا من نرقصم | جهانبخش پازوکی | جهانبخش پازوکی | ناصر چشم‌آذر   | ۱۳۵۶       |
| دم بگیرین       | مسعود امینی    | حسن شماعی‌زاده  | منوچهر چشم‌آذر | ۱۳۵۵       |
| بانی            | مسعود امینی    | حسن شماعی‌زاده  | منوچهر چشم‌آذر | ۱۳۵۵       |
| ساربون          | منصور تهرانی   | حسن شماعی‌زاده  | منوچهر چشم‌آذر | ۱۳۵۶       |
| جاده‌های برفی    | منصور تهرانی   | حسن شماعی‌زاده  | منوچهر چشم‌آذر | ۱۳۵۵       |
| شرقی            |                | حسن شماعی‌زاده  |               | ۱۳۵۵       |
| زمین            |                |                |               | ۱۳۵۴       |
| ابر سیاه        | پرویز صبری     | حسین واثقی     | فرشاد واثقی   | ۱۳۵۴       |
| خداحافظ         | مسعود هوشمند   | داوود اردلان   | داوود اردلان  | ۱۳۵۵       |
| جنوبی           | مسعود امینی    | منوچهر چشم‌آذر  | منوچهر چشم‌آذر | ۱۳۵۶       |

### گریه نکن (۱۹۸۴/۱۳۶۳)
- بازنشر در سال‌های ۱۳۶۶ و ۱۳۷۲

| نام ترانه  | ترانه‌سرا       | آهنگساز        | تنظیم‌کننده    | سال انتشار |
| ---------- | -------------- | -------------- | ------------- | ---------- |
| رطب        | جهانبخش پازوکی | جهانبخش پازوکی | ناصر چشم‌آذر   | ۱۳۶۳       |
| گریه نکن   | جهانبخش پازوکی | جهانبخش پازوکی | ناصر چشم‌آذر   | ۱۳۶۳       |
| هم‌نفس      | جهانبخش پازوکی | جهانبخش پازوکی | ناصر چشم‌آذر   | ۱۳۶۳       |
| باور نکردی | جهانبخش پازوکی | جهانبخش پازوکی | ناصر چشم‌آذر   | ۱۳۶۳       |
| خاکستر     | جهانبخش پازوکی | جهانبخش پازوکی | ناصر چشم‌آذر   |            |
| پرسپولیس   | جهانبخش پازوکی | جهانبخش پازوکی | مجتبی میرزاده |            |
| برگ زرد    | اردلان سرفراز  | فریدون علیخانی | مجتبی میرزاده | ۱۳۵۸       |
| هوای یار   | جهانبخش پازوکی | جهانبخش پازوکی | مجتبی میرزاده |            |

### صدای خسته (۱۹۸۶/۱۳۶۵)
- بازنشر در سال ۱۳۷۸

| نام ترانه | ترانه‌سرا       | آهنگساز         | تنظیم‌کننده      |
| --------- | -------------- | --------------- | --------------- |
| غربت      | منصور تهرانی   | حسن شماعی‌زاده   | حسن شماعی‌زاده   |
| زندونی    | فرزین          | فرزین           | عارف ابراهیم‌پور |
| تنگه دلم  | مسعود امینی    | عارف ابراهیم‌پور | عارف ابراهیم‌پور |
| بهونه     | حسین چترنور    | عارف ابراهیم‌پور | عارف ابراهیم‌پور |
| یا رب     | جهانبخش پازوکی | جهانبخش پازوکی  | مجتبی میرزاده   |
| الههٔ ناز  | کریم فکور      | اکبر محسنی      | عارف ابراهیم‌پور |

### به یاد دیروز / بی رخ تو (۱۹۸۷/۱۳۶۶)
- بازنشر در سال ۱۳۷۳

| نام ترانه      | ترانه‌سرا        | آهنگساز        | تنظیم‌کننده      |
| -------------- | --------------- | -------------- | --------------- |
| کارون          | جمشید احمدی     | امان‌الله تاجیک | عارف ابراهیم‌پور |
| انگار نه انگار | بابک رادمنش     | بابک رادمنش    | عارف ابراهیم‌پور |
| دنیا           | ناصر رستگارنژاد | ابراهیم سلمکی  | عارف ابراهیم‌پور |
| اسیر           | جهانبخش پازوکی  | ترکی           | عارف ابراهیم‌پور |
| شطرنج          | منصور لواسانی   | مجتبی میرزاده  | مجتبی میرزاده   |
| بی رخ تو       | ناصر رستگارنژاد | ابراهیم سلمکی  | عارف ابراهیم‌پور |

### انتخابی ۹ (اگه سوختیم) (۱۹۸۷/۱۳۶۶)
- مشترک با ستار، هایده، مهستی، بهرام حصیری و بهاره

| نام ترانه  | ترانه‌سرا       | آهنگساز        | تنظیم‌کننده      |
| ---------- | -------------- | -------------- | --------------- |
| اگه سوختیم | جهانبخش پازوکی | جهانبخش پازوکی | عارف ابراهیم‌پور |

### انتخابی ۱۰ (معشوقه) (۱۹۸۷/۱۳۶۶)
- مشترک با حسن شماعی‌زاده، ابی، فتانه، نازی افشار و نعیم پوپل

| نام ترانه | ترانه‌سرا         | آهنگساز       | تنظیم‌کننده    |
| --------- | ---------------- | ------------- | ------------- |
| معشوقه    | لیلا کسری (هدیه) | منوچهر چشم‌آذر | منوچهر چشم‌آذر |

### ونوس (۱۹۸۸/۱۳۶۷)
- بازنشر در سال ۱۳۷۱

| نام ترانه       | ترانه‌سرا       | آهنگساز        | تنظیم‌کننده    |
| --------------- | -------------- | -------------- | ------------- |
| عشق من          | جهانبخش پازوکی | جهانبخش پازوکی | منوچهر چشم‌آذر |
| نازگل           | جهانبخش پازوکی | جهانبخش پازوکی | لقمان ادهمی   |
| جوونی           | جهانبخش پازوکی | جهانبخش پازوکی | لقمان ادهمی   |
| من بی تو می‌میرم | جهانبخش پازوکی | محمد شمس       | محمد شمس      |
| ونوس            | جهانبخش پازوکی | جهانبخش پازوکی | لقمان ادهمی   |
| تو کی هستی      | جهانبخش پازوکی | جهانبخش پازوکی | لقمان ادهمی   |
| فرزند خوبم      | جهانبخش پازوکی | جهانبخش پازوکی | مجتبی میرزاده |
| مهربون باش      | جهانبخش پازوکی | جهانبخش پازوکی | منوچهر چشم‌آذر |

### عروس فرنگی(۱۹۸۹/۱۳۶۸)
- مشترک با حبیب و فتانه

| نام ترانه        | ترانه‌سرا       | آهنگساز        | تنظیم‌کننده      |
| ---------------- | -------------- | -------------- | --------------- |
| زینو             | محلی بندری     | محلی بندری     | مهداد زند کریمی |
| درسارو کجا خوندی | جهانبخش پازوکی | جهانبخش پازوکی | عارف ابراهیم‌پور |

### زینو (۱۹۸۹/۱۳۶۸)
| نام ترانه  | ترانه‌سرا          | آهنگساز        | تنظیم‌کننده      |
| ---------- | ----------------- | -------------- | --------------- |
| زینو       | محلی بندری        | محلی بندری     | مهداد زند کریمی |
| دورت بگردم | همایون هوشیارنژاد | فرزین          | نوید نحوی       |
| مسافر      | فرهنگ قاسمی       | محمد شمس       | محمد شمس        |
| چهار فصل   | همایون هوشیارنژاد | سیاوش قمیشی    | فریدون حیدرنیا  |
| سر بر آور  | فرزین             | فرزین          | عارف ابراهیم‌پور |
| من و دل    | جهانبخش پازوکی    | جهانبخش پازوکی | ناصر چشم‌آذر     |

### مرمر (۱۹۹۰/۱۳۶۸)
- مشترک با شهره، داریوش و ابی

| نام ترانه | ترانه‌سرا      | آهنگساز     | تنظیم‌کننده     |
| --------- | ------------- | ----------- | -------------- |
| شکست      | اردلان سرفراز | سیاوش قمیشی | فریدون حیدرنیا |

### عشق (۱۹۹۰/۱۳۶۹)
| نام ترانه    | ترانه‌سرا          | آهنگساز        | تنظیم‌کننده    |
| ------------ | ----------------- | -------------- | ------------- |
| عشق          | جهانبخش پازوکی    | جهانبخش پازوکی | عبدی یمینی    |
| قهر و ناز    | هما میرافشار      | منوچهر چشم‌آذر  | منوچهر چشم‌آذر |
| چنگ          | لیلا کسری (هدیه)  | منوچهر چشم‌آذر  | منوچهر چشم‌آذر |
| دخترا و پسرا | جهانبخش پازوکی    | جهانبخش پازوکی | عبدی یمینی    |
| هم‌زبون       | ایرج رزمجو        | آندرانیک       | آندرانیک      |
| نگو دیره     | همایون هوشیارنژاد | فرزین          | آندرانیک      |
| آزرده        | ایرج رزمجو        | آندرانیک       | آندرانیک      |

### انتخابی ۱۱ (بی‌نظیر) (۱۹۹۱/۱۳۷۰)
- مشترک با هایده، مهستی، ستار، حبیب، دلارام، پیام و آرتوش هاریتونیان

| نام ترانه | ترانه‌سرا     | آهنگساز    | تنظیم‌کننده |
| --------- | ------------ | ---------- | ---------- |
| سوگند     | هما میرافشار | فرید زلاند | فرید زلاند |

### عیدی (۱۹۹۳/۱۳۷۲)
- مشترک با مهستی و شهره

| نام ترانه    | ترانه‌سرا    | آهنگساز    | تنظیم‌کننده |
| ------------ | ----------- | ---------- | ---------- |
| شما          | مسعود امینی | کاظم عالمی | کاظم عالمی |
| گل (تو بودی) | مسعود امینی | کاظم عالمی | کاظم عالمی |

### راه ایران - جام جهانی ۱۹۹۸ (۱۹۹۸/۱۳۷۷)
| نام ترانه                         | ترانه‌سرا          | آهنگساز       | تنظیم‌کننده    |
| --------------------------------- | ----------------- | ------------- | ------------- |
| ملی‌پوشان (باهمراهی کیوان رزازیان) | همایون هوشیارنژاد | منوچهر چشم‌آذر | منوچهر چشم‌آذر |
| راه ایران                         | حسین جهانگیری     | منوچهر چشم‌آذر | منوچهر چشم‌آذر |
| راه ایران [بی‌کلام]                |                   | منوچهر چشم‌آذر | منوچهر چشم‌آذر |
| ملی‌پوشان [بی‌کلام]                 |                   | منوچهر چشم‌آذر | منوچهر چشم‌آذر |

### اشک (۲۰۰۰/۱۳۷۸)
- آخرین آلبوم رسمی فرزین که پس از فوت وی در زمستان ۱۳۷۸ منتشر شد.

| نام ترانه       | ترانه‌سرا        | آهنگساز        | تنظیم‌کننده |
| --------------- | --------------- | -------------- | ---------- |
| گل              | فرزین           | وحید بصیری     | وحید بصیری |
| اشک             | حسین جهانگیری   | وحید بصیری     | وحید بصیری |
| آشنای عشق       | فرزین           | وحید بصیری     | وحید بصیری |
| غم              | حسین جهانگیری   | وحید بصیری     | وحید بصیری |
| شکوه            | کاشانی          | وحید بصیری     | وحید بصیری |
| لیلی و مجنون    | وحید بصیری      | وحید بصیری     | وحید بصیری |
| نفس             | حسین جهانگیری   | وحید بصیری     | وحید بصیری |
| زمستون          | سعید دبیری      | سیاوش قمیشی    | وحید بصیری |
| عشق من (بی‌کلام) | عشق من (بی‌کلام) | جهانبخش پازوکی | وحید بصیری |

## آلبوم‌های گردآوری شده

### اگه سوختیم
| نام ترانه             | ترانه‌سرا       | آهنگساز        | تنظیم‌کننده      | سال انتشار |
| --------------------- | -------------- | -------------- | --------------- | ---------- |
| اگه سوختیم            | جهانبخش پازوکی | جهانبخش پازوکی | عارف ابراهیم‌پور | ۱۳۶۶       |
| این درسا رو کجا خوندی | جهانبخش پازوکی | جهانبخش پازوکی | عارف ابراهیم‌پور | ۱۳۶۸       |
| مسافر                 | فرهنگ قاسمی    | محمد شمس       | محمد شمس        | ۱۳۵۶       |
| زینو                  | محلی بندری     | محلی بندری     | مهداد زند کریمی | ۱۳۶۸       |
| سوگند                 | هما میرافشار   | فرید زلاند     | فرید زلاند      | ۱۳۷۰       |
| گذشته‌های دور          | جهانبخش پازوکی | جهانبخش پازوکی |                 |            |
| قفس                   | جهانبخش پازوکی | جهانبخش پازوکی | ناصر چشم‌آذر     |            |

### هرگز هرگز
| نام ترانه            | ترانه‌سرا       | آهنگساز          | تنظیم‌کننده |
| -------------------- | -------------- | ---------------- | ---------- |
| هرگز هرگز            | محمدعلی شیرازی | انوشیروان روحانی |            |
| بیشتر بیشتر          | بیژن سمندر     | حسن شماعی‌زاده    |            |
| عالم عشق             | لیلا کسری      | صادق نوجوکی      |            |
| گل آفتاب‌گردون        | هما میرافشار   | حسن شماعی‌زاده    |            |
| خدا عاشقت کنه        | رویا میرفخرایی | مارتیک           |            |
| نامه                 | لیلا کسری      | سعید دیهیمی      |            |
| سوگند به دل‌های شکسته | علی نظری       | علی نظری         |            |
| جدایی                | مسعود امینی    | محمود قراملکی    |            |

### عجب چشایی داری
| نام ترانه           | ترانه‌سرا       | آهنگساز        | تنظیم‌کننده    |
| ------------------- | -------------- | -------------- | ------------- |
| عجب چشایی داری      | مسعود امینی    | منوچهر چشم‌آذر  | منوچهر چشم‌آذر |
| ایرونی اسبتو زین کن | جهانبخش پازوکی | جهانبخش پازوکی | عبدی یمینی    |
| قدم رنجه            | مسعود امینی    | کاظم عالمی     | کاظم عالمی    |
| رستن                | منصور تهرانی   | جهانبخش پازوکی | ناصر چشم‌آذر   |
| بمون با من          |                |                |               |
| نازنینم             |                |                |               |
| اسارت               |                |                |               |
| به‌یاد هایده         | اسکندر آبادی   | اسکندر آبادی   |               |